# タンタンとアルファアート
タンタンとアルファアート（英 Tintin and Alph-Art, 仏 Tintin et L’alph-Art）は、ベルギーの漫画家エルジェによるシリーズ『タンタンの冒険』の未完作である。 エルジェの死後未完のまま残された原画は、1986年に出版された。 物語はブリュッセルの現代アートシーンを中心に展開し、少年ルポ記者タンタンが地元の美術商が殺害されたことを発見するところから始まる。 さらに調査を進めると、彼はエンダディン・アカスという宗教教師が首謀した美術品偽造の陰謀に遭遇する。前述のとおり、本作は未完であるため、タンタンが危機に陥るところで物語は終わる。